# Jan Machabeusz
Jan zwany Gaddi (hebr. יוחנן הגדי, II w. p.n.e.) – najstarszy z pięciu synów Matatiasza, brat Judy Machabeusza. Wraz z ojcem i braćmi brał udział w antysyryjskim powstaniu.
Wysłany przez swojego brata Jonatana na negocjacje z Nabatejczykami, został przez nich porwany. W odwecie Jonatan i jego brat Szymon zaatakowali orszak weselny jednego z nabatejskich dostojników.